# Gregory Strong
Gregory Strong (Bolton, 5 settembre 1975) è un allenatore di calcio ed ex calciatore inglese, di ruolo difensore.

## Carriera
Strong ha giocato con le maglie di Wigan, Bolton, Blackpool, Stoke City, Motherwell, Hull City, Cheltenham Town, Scunthorpe Utd, Bury, Boston Utd, Macclesfield Town, Livingston, Dundee, Halifax Town, Northwich Victoria, Droylsden e Rhyl.

## Palmarès

### Giocatore

#### Competizioni nazionali
- Campionato inglese di seconda divisione: 1

Bolton: 1996-1997